# Tomasz Wendland
Tomasz Józef Wendland (ur. 19 lipca 1960 w Poznaniu) – polski artysta sztuk wizualnych, kurator sztuki, wykładowca akademicki.

## Życiorys
Tomasz Wendland studiował przez cztery lata historię sztuki na Uniwersytecie Adama Mickiewicza w Poznaniu. Uzyskał dyplom z rzeźby i rysunku na Akademii Sztuk Pięknych w Poznaniu oraz z malarstwa na Alanus Hochschule für Kunst und Gesellschaft w Alfter. W 2008 doktoryzował się na University of Plymouth na podstawie pracy The Unknown – That What I Say Is Not What I Mean. W 2012 habilitował się na Uniwersytecie Artystycznym w Poznaniu, przedstawiwszy dzieło Black Light.
W latach 1992–1994 uczył plastyki i historii sztuki w II Liceum Ogólnokształcącym w Poznaniu. Wykładowca m.in. Akademii Sztuk Pięknych w Poznaniu (2003–2004), Wyższej Szkoły Humanistyczno-Ekonomicznej w Łodzi (2005–2007), Dartington College of Arts (od 1996), Alanus Hochschule für Kunst und Gesellschaft (od 1988), Akademii Sztuki w Szczecinie.
Prace artystyczne Wendlanda dotyczą poszukiwania obecności tajemnicy i jej zmysłowego doświadczania. Realizuje widea, instalacje, rysunki, rzeźby, fotografie, obiekty, performance. Miał szereg wystaw indywidualnych w Polsce, Niemczech, Wielkiej Brytanii i Japonii. Jego prace znalazły się w zbiorach m.in. FusionArts Museums w Nowym Jorku.
Jako kurator wystaw był m.in. dyrektorem CCA Inner Spaces w Poznaniu, Museum of the Newest Art (od 1999), inicjatorem i dyrektorem Festiwalu Inner Spaces (1993–2005), dyrektorem MEDIATIONS biennale w Poznaniu (od 2007) oraz Asia Europe Mediations w Poznaniu.
Od 1 grudnia 2023 do 2024 dyrektor Instytutu Polskiego w Düsseldorfie.
Laureat Medalu Młodej Sztuki (1998). Stypendysta Ministra Kultury i Dziedzictwa Narodowego (2005).